# Hypsilurus magnus
Hypsilurus magnus — вид ігуаноподібних ящірок родини агамових (Agamidae). Ендемік Нової Гвінеї.

## Поширення і екологія
Hypsilurus magnus широко поширені на Новій Гвінеї. Вони живуть в прибережних вологих тропічних лісах, на висоті до 560 м над рівнем моря. Ведуть деревний спосіб життя.